# Буратино в Изумрудном городе
Буратино в Изумрудном городе — сказка, написанная и проиллюстрированная художником Леонидом Владимирским. Впервые опубликована в 1996 году, затем переиздана. Сказка является своеобразным продолжением приключений деревянного человечка Буратино и его друзей из повести Алексея Толстого, а также героев сказочного цикла Александра Волкова об Изумрудном городе.
Как отмечал сам Леонид Владимирский, причиной создания сказки стало его давнее желание «подружить» двух своих самых любимых героев — Буратино и Страшилу, к образам которых он до этого обращался как художник-иллюстратор сказок А. Н. Толстого и А. М. Волкова.

## Сюжет
Предстоит очередной юбилей папы Карло, а Карабас-Барабас, конечно же, опять хочет устроить ему козни. Для этого лиса Алиса посылает пять пирожных для папы Карло, Буратино, Пьеро, Мальвины и пуделя Артемона. Предварительно она добавляет в них сонные порошки. Буратино, обнаружив посылку раньше папы Карло, заглядывает туда и, подводя теоретическую базу, съедает все пирожные за пятерых, после чего крепко засыпает. Чтобы спасти Буратино, пострадавшего от козней Карабаса-Барабаса и его подручных, папа Карло вместе с Гудвином везут деревянного человечка в Волшебную страну. Там Буратино выздоравливает (возможно, сам просыпается). Но попутно выясняется, что власть в Изумрудном городе снова захватил коварный Урфин Джюс, вступивший в сговор с Людоедом и свергнувший с престола Страшилу Мудрого. Именно из-за них Карло попал в плен в ту же темницу, что и Дин Гиор и Фарамант. Очнувшись и оказавшись в Изумрудном городе, Буратино встречает дуболома-садовника Руба и называет его своим родственником, поскольку он тоже деревянный. Буратино, Страшила и прочие друзья объединяются, чтобы восстановить справедливость и вернуть мир в Волшебной стране.